# 牧駅 (京都府)
牧駅（まきえき）は、京都府福知山市牧にある、WILLER TRAINS（京都丹後鉄道）宮福線の駅である。駅番号はF4。
福知山市鉄道利用増進協議会による駅の愛称は「サケの遡上駅」。サケが遡上してくることで知られる牧川が駅近くにあることに由来する。

## 歴史
- 1988年（昭和63年）7月16日：宮福鉄道（現・北近畿タンゴ鉄道）宮福線開業と同時に設置[1]。
- 2015年（平成27年）4月1日：WILLER TRAINSへの移管により、京都丹後鉄道宮福線の駅となる。

## 駅構造
相対式ホーム2面2線がある列車交換が可能な地上駅であり、無人駅となっている。ホームは盛土上にあり、階段を登って直接それぞれのホームに上がる。ポイントが両開き分岐器で、駅構内の速度制限は40 km/hであり、方向別に発着する。

### のりば
| のりば | 路線    | 方向 | 行先             |
| ------ | ------- | ---- | ---------------- |
| 1      | ■宮福線 | 下り | 宮津・天橋立方面 |
| 2      | ■宮福線 | 上り | 福知山方面       |

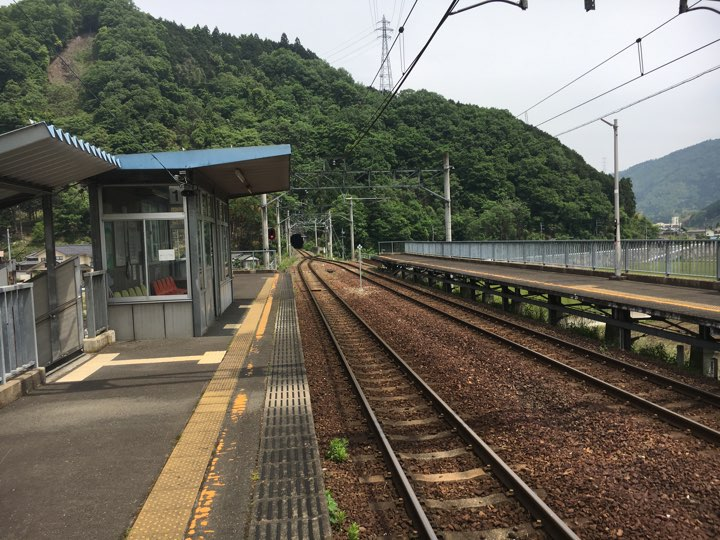
ホーム（2017年5月）

## 利用状況
1日の平均乗車人員は以下の通りである。
| 乗車人員推移 | 乗車人員推移 |
| 年度         | 1日平均人数  |
| ------------ | ------------ |
| 2000         | 41           |
| 2001         | 47           |
| 2002         | 27           |
| 2003         | 30           |
| 2004         | 25           |
| 2005         | 22           |
| 2006         | 19           |
| 2007         | 16           |
| 2008         | 25           |
| 2009         | 27           |
| 2010         | 37           |
| 2011         | 42           |
| 2012         | 35           |
| 2013         | 31           |
| 2014         | 25           |
| 2015         | 22           |
| 2016         | 14           |
| 2017         | 14           |
| 2018         | 14           |

## 駅周辺
付近は田畑が大きく広がる。駅西側を国道が通っており、そこから脇道に入ると所々に人家がある。なお、宮福線は駅北側で国道と立体交差する。
- 福知山市消防本部北分署
- 福知山市立天津保育園
- S-LAB（） - 福知山市立天津小学校跡に建った、複合型スポーツ施設[3]。
- 永明寺
- 石本遺跡 - 駅前駐車場に隣接する公園内にある。
- 牧正一古墳[4]
- 国道9号
- 国道175号
- 京都府道527号筈巻牧線
- 由良川
- 牧川

## 隣の駅
WILLER TRAINS（京都丹後鉄道）
■宮福線
快速「大江山」「丹後あおまつ」停車駅
荒河かしの木台駅 (F3) - 牧駅 (F4) - 下天津駅 (F5)